# Vladimir Afanasjevič Kasatonov
Vladimir Afanasjevič Kasatonov (rusko Влади́мир Афана́сьевич Касато́нов), sovjetski mornariški častnik, * 21. julij 1910, Petergof, † 9. junij 1989, Moskva, ZSSR.
Bil je admiral flote, heroj Sovjetske zveze in delegat Vrhovnega sovjeta ZSSR (5.–9. sklic).

## Življenjepis
Po diplomiranju na mornariški akademiji M. V. Frunzeja leta 1931 je kot podmorničar služil na Baltski in Tihooceanski floti. Med drugo svetovno vojno je kot poveljnik diviziona podmornic sodeloval pri obrambi Talina, Hanka in Leningrada.
Leta 1949 je postal namestnik poveljnika Tihooceanske flote, leta 1953 poveljnik Baltske flote, leta 1955 poveljnik Črnomorske flote in leta 1962 poveljnik Severne flote. Leta 1964 je postal namestnik poveljnika Sovjetske vojne mornarice in bil 1965 povišan v admirala flote. Umrl je v Moskvi in bil pokopan na Novodevičjem pokopališču.
Njegov sin, admiral Igor Vladimirovič Kasatonov, je sledil očetovim stopinjam in zasedel skoraj vse očetove funkcije. Upokojil se je kot namestnik poveljnika Ruske vojne mornarice. Njegov vnuk, viceadmiral Vladimir Lvovič Kasatonov, je od leta 2019 prav tako namestnik poveljnika Ruska vojne mornarice.
Po njem je poimenovana fregata Admiral Kasatonov razreda Admiral Gorškov ruske Severne flote.